# Watervliet (Michigan)
Watervliet – miasto w Stanach Zjednoczonych, w stanie Michigan, w hrabstwie Berrien.